# Conus paukstisi
Espèce
Conus paukstisi est une espèce de mollusques gastéropodes marins de la famille des Conidae.
Comme toutes les espèces du genre Conus, ces escargots sont prédateurs et venimeux. Ils sont capables de « piquer » les humains et doivent donc être manipulés avec précaution, voire pas du tout.

## Description
La taille de la coquille varie entre 9 mm et 35 mm.

## Distribution
Cette espèce marine est présente au large de Hawaï.

## Taxonomie

### Publication originale
L'espèce Conus paukstisi a été décrite pour la première fois en 2011 par les malacologistes John Keith Tucker, Manuel Jimenez Tenorio (d) et Henry William Chaney dans « Shells of the Hawaiian Islands - The Sea Shells »,.

### Synonymes
- Conus (Harmoniconus) paukstisi (J. K. Tucker, Tenorio & Chaney, 2011) · appellation alternative
- Harmoniconus paukstisi J. K. Tucker, Tenorio & Chaney, 2011 · non accepté